# 안남
안남(安南)은 당나라가 하노이에 설치한 안남도호부에 유래하여 현재의 베트남 중부를 가리키는 지리적 명칭이다. 

## 개요
베트남의 독립과 그 후의 역대 군주에 대한 중국 측의 안남 국왕(한나라 때는 안남도통사) 책봉 등에 베트남 여러 왕조가 사용하던 지리적 명칭이었다. 역대 베트남 왕조도 중국이나 일본 등에 대해서는 안남이라는 국호를 이용하고 있었다. 
프랑스의 식민 지배하에서는 인도차이나 연방을 구성하는 보호국, 즉 완조(阮朝)(이하 응우옌 왕조) 지배 하의 베트남 중부지역을 안남이라고 호칭하였다. 다만 이것은 프랑스 측의 호칭이며 완조 베트남의 행정구분에 있어서의 다낭에 해당하고 있다. 응우옌 왕조는 월남(越南), 후에 대남(大南)이라고 국호를 칭하였다. 또 프랑스 식민지 당국이 통킹과 코친차이나를 포함한 월남(베트남, Vietnam)이라는 용어를 꺼려한 것도 있고, 프랑스어의 학술서 등에서는 베트남 전역을 안남이라고 호칭하는 경우도 많았다.  
1883년, 후에(순화)의 완조 정부는, 프랑스의 군사적 압력 아래 계미조약(제1차 후에조약, 아르망 조약)을 체결해, 안남이 프랑스 보호령인 것을 승인 당했다. 이 조약에는 남부의 빈트안(평순)을 코친차이나 식민지에 할양해, 북부의 타인호아(청화), 게안(예안), 하틴(하정)의 3성을 통킹에 편입하고, 안남 지방은 관세, 토목을 제외하고 응우옌 왕조의 황제에 의해 통치되며, 수도 후에에는 프랑스 대사관을 둘 것, 통킹은 보호령으로서 실질적으로 프랑스의 관리하에 둘 것 등을 규약하고 있었다. 
다음 해 1884년에 맺어진 갑신조약(제2차 후에조약, 파트노톨 조약)에는 프랑스의 대표인 총독이 안남국의 외교권을 총괄하고, 후에 황궁에 프랑스 수비대를 상주시키는 것 등을 추가하였다. 이러한 프랑스의 베트남에 대한 노골적인 침략은 베트남의 종주국이었던 청나라의 개입을 불러 청불 전쟁(1884년 - 1885년)이 발발하게 되었다. 하지만 텐진조약에 의해서 청나라는 결국 베트남에 대한 종주권을 포기하게 된다. 하지만 베트남 국내에서는 각지에 근왕운동이 발생해, 대 프랑스 저항운동이 전개되지만, 후에의 왕궁을 도피하여 산중에서 근왕운동을 주도하고 있던 함의제가 1888년, 프랑스군에 체포되면서 끝나게 되었다.

## 관할
안남은 처음에는 프랑스 외무성의 관할하에 있었지만, 1887년의 정령에 의해서 해군 식민지성의 관할하에 들어갔고, 동시에 신설된 인도차이나 총독에 의해서 총괄하게 된다. 이렇게 안남국은 인도차이나 연방을 구성하는 일원이 되지만, 후에 조정의 완조 황제 아래에서 베트남인 관리가 국내행정을 담당해, 1916년경까지는 과거시험도 실시되고 있었다. 그러나 점차 베트남어, 프랑스어 혼성 교육기관 졸업자가 공무원에 등용되게 되게 된다.

## 같이 보기
- 프랑스령 인도차이나
- 남베트남
- 통킹
- 코친차이나
- 교주